# امنیت غذایی
امنیت غذایی بنابر تعریف سازمان ملل در سال ۱۹۸۶، دسترسی همه مردم به غذای کافی در تمام اوقات برای داشتن یک جسم سالم است.
طبق این تعریف موجود بودن غذا، دسترسی به غذا و پایداری در دریافت غذا سه رکن اصلی می‌باشند.
.
نام دیگر آن مصونیت غذایی است.

## امنیت غذایی

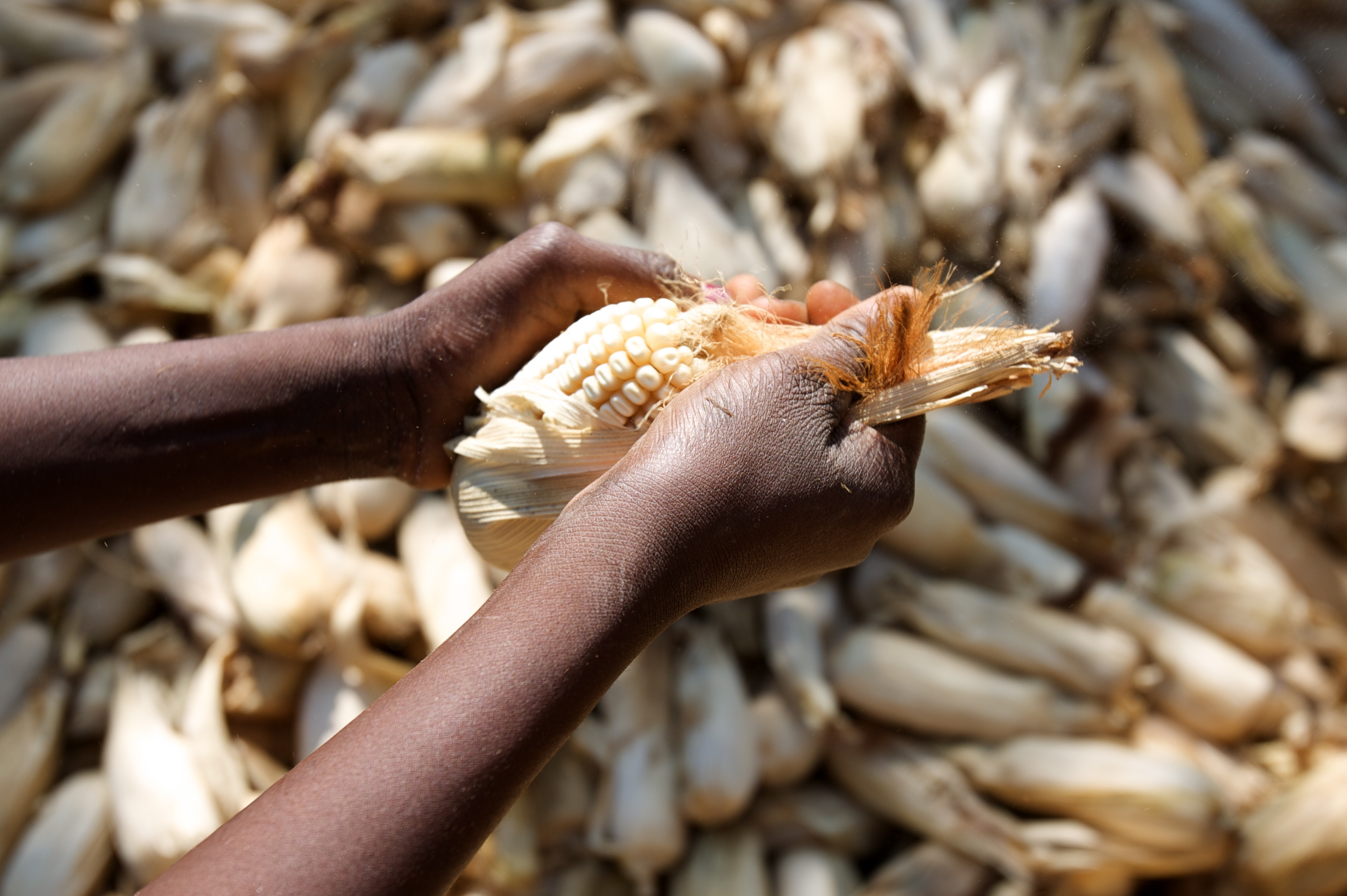
برخی از غذاهای در دسترس مردم

امنیت غذایی و ایمنی غذا از واژه‌هایی مهم و کاربردی است که امروزه در اسناد توسعه ای به آن پرداخته شده است و از سوی مسوولان به کار گرفته می‌شود.
امنیت غذایی به دسترسی همه افراد یک جامعه، در تمام ادوارعمر به غذای کافی و سالم برای داشتن زندگی سالم و فعال گفته می‌شود و درآمد خانوار از عوامل مهم در تأمین امنیت غذایی در یک نظام اجتماعی می‌باشد.
عامل مهم دیگر در تأمین امنیت غذایی جامعه، ذائقه و دانش تغذیه‌ای خانوادهها در نحوه تخصیص بودجه برای تهیه بهترین نوع غذای در دسترس و چگونگی تقسیم غذا در خانواده می‌باشد.
امنیت غدایی زمانی تأمین می‌شود که سرانه سبد غذایی خانواده به صورت صحیح انتخاب و تهیه شود، برای افراد خانواده کافی و به صورت صحیح طبخ شود تا عناصر و مواد غذایی سالم و صحیح به سلولها و اندام‌های بدن برسد.
برای تأمین امنیت غذایی در یک کشور و نظام اجتماعی باید سازمان‌ها و نهادها با هم همکاری داشته باشند و با هماهنگی یک سازمان متولی امنیت غذایی، بر تولید یا واردات مواد و محصولات غذایی، آموزش و تبلیغ و آگاهی دادن به جامعه و سیاست گذاریهای کلان اقتصادی نقش ایفا کنند.
سازمان مسئول امنیت غذایی باید نسبت به نوع مواد غذایی، میزان و قیمت آن‌ها همیشه مطلع باشد و بررسی کند که همه مردم از نظر فیزیکی به این غذا دسترسی داشته باشند و درآمدشان به قدری باشد که بتوانند این غذا را بخرند و این سازمان در صورت بروز بحران باید زنگ خطر را به صدا درآورد و اندازه‌گیری این امنیت را بر عهده بگیرد.

## ایمنی غذایی
ایمنی غذایی یعنی اطمینان از اینکه غذایی که مردم جامعه استفاده می‌کنند به‌طور کامل سالم و فاقد هرگونه آلودگی باشد؛ این آلودگی می‌تواند شامل آلودگی میکروبی، انگلی یا شیمیایی باشد.
بررسی‌های علمی نشان می‌دهد که در دهه‌های اخیر با گسترش تکنولوژی و افزایش مصرف افزودنی‌ها، آفت کشها، آنتی‌بیوتیکها و هورمونها در تولید مواد غذایی در کشورهای در حال پیشرفت، اثرات سوء و انکارناپذیری بر سلامت انسان‌ها به وجود آمده است.
این آلودگی‌ها و بیماری شامل بروز انواع ناهنجاری‌های مادرزادی و سرطانها به ویژه در کودکان می‌باشد.
براساس آمار، میزان وقوع مسمومیتهای ناشی از آلودگی غذا در کشورهای در حال پیشرفت ۱۳٪ بیشتر از کشورهای صنعتی است.

کشاورزی محور تأمین امنیت غذایی

### آلودگی مواد غذایی به فلزات سنگین
آلودگی مواد غذایی به فلزات سنگین از جمله سرب و کادمیوم از راه کودهای فسفاته و لجن‌های فاضلابی وارد گیاه شده و در اثر تغذیه دامها با علوفه آلوده و وارد شدن سرب و کادمیوم در شیر وارد چرخه غذایی انسان می‌شود.
این فلزات سمی در ارگانهای بدن به ویژه کلیه تجمع پیدا کرده و در نتیجه باعث نارسایی کلیوی می‌شود.
تغذیه با مواد غذایی آلوده به آفلاتوکسین مانند گندم و آرد، پسته، بادام زمینی و شیر باعث بروز سرطان کبد در انسان می‌شود.
وجود بقایای سموم آلی کلردار که دسته بزرگی از حشره کش‌های دفع آفات را تشکیل می‌دهند و از دیر باز علیه بیماری مالاریا و نیز آفات و حشرات مورد استفاده قرار می‌گیرند و آلودگی مواد غذایی از طریق مواد شیمیایی در صنایع بسته‌بندی نیز در سال‌های اخیر نگرانی‌هایی را به وجود آورده است.

## امنیت غذایی از نگاه بانک جهانی
بانک جهانی امنیت غذایی را «دسترسی همه مردم در تمام اوقات، به غذای کافی برای داشتن یک زندگی سالم» تعریف می‌کند که این تعریف در کنفرانس رم نیز مورد تأکید همگان قرار گرفته شده است.
سه عنصر «موجود بودن غذا»، «دسترسی به غذا» و «پایداری در دریافت غذا» محورهای اصلی این تعریف می‌باشند که «موجود بودن غذا» شامل میزان مواد غذایی در مرزهای ملی از طریق تولید داخلی و واردات مواد غذایی می‌باشد و مفهوم «دسترسی به غذا» نیز دسترسی فیزیکی و اقتصادی به منابع، جهت تأمین اقلام غذایی مورد نیاز جامعه و «پایداری در دریافت غذا»، ثبات و پایداری دریافت ارزش‌های غذایی مورد نیاز جامعه می‌باشد.
افزایش جمعیت و رشد اقتصادی کشورهای در حال پیشرفت به رشد تقاضای برای غذا چه از لحاظ کمی و چه از لحاظ کیفی منجر خواهد شد؛ یعنی اینکه تقاضای جهانی از لحاظ مقدار و ماهیت دچار تغییرات عمده خواهد شد.

## چشم‌انداز آینده
سازمان فائو طی گزارشی اعلام کرد که برای تأمین غذای جمعیت ۹ میلیارد نفری جهان در سال ۲۰۵۰، باید دو برابر میزان کنونی تولید کرد و برای رسیدن به این هدف باید موانعی مانند محدودیت زمین‌های کشاورزی، کمبود آب، قیمت بالای انرژی، افت سرمایه‌گذاری در زمینه تحقیقات کشاورزی و افزایش ضایعات غذایی را در نظر داشت.
سازمان فائو با توجه به چشم‌انداز امنیت غذایی قرن ۲۱ جهان مربوط به کمبود مواد غذایی، تولید مواد غذایی را در قرن حاضر با مشکلاتی پیش‌بینی نموده است. از این رو رقابت بر سر زمین‌های کشاورزی و منابع آب، قیمت بالای انرژی و تغییرات آب و هوایی همگی نشان می‌دهد که باید با منابع کمتر، غذای بیشتری برای مردم سرتاسر جهان تولید شود.
رشد پایدار در بخش کشاورزی، عاملی حیاتی برای تغذیه جهان در دهه‌های آتی است.

## سه چالش غذایی عمده جهان از نگاه دویچه بانک

### چالش اول
گرسنگی در سطح جهان در حال افزایش است. اوایل دهه ۱۹۹۰، افزایش تعداد افراد گرسنه در سطح جهان بعد از طی دو دهه سیر نزولی دچار تغییر فاحشی شد و از آن پس به دلیل افزایش قیمت غذا در اثر بحران مالی، رو به افزایش گذاشت. بحران مالی نیز به نوبه خود موجب شد قیمت محصولات کشاورزی تا حدودی افت کند و تجارت محصولات کشاورزی و مبادله‌های مرتبط با آن کاهش یابد. امروزه قشرها کثیری از مردم گرسنه جهان به‌طور مستقیم یا غیر مستقیم برای بقای خود به کشاورزی وابسته‌اند.
بر اساس آخرین ارزیابی به عمل آمده از سوی سازمان فائو (FAO)، امروزه بالغ بر ۹۶۹ میلیون نفر در جهان با هزینه‌ای کمتر از یک دلار در روز زندگی می‌کنند و حدود سه چهارم از آن‌ها برای بقا خود به کشاورزی وابسته هستند. در واقع، فقر و تنگدستی شدید این افراد خروج از این وضعیت را برای آن‌ها غیرممکن ساخته است.

### چالش دوم
عدم وجود تعادل در رژیم غذایی روزانه افراد از دیگر چالش‌هایی است که اگر چه سوء تغذیه ناشی از فقر که یکی از دلایل عمده مرگ در سراسر جهان برشمرده‌اند ولی امروزه بیماری‌های مرتبط با رژیم غذایی از جمله چاقی، بیماری‌های قلبی، انفراکتوس و دیابت بسیار گسترش یافته به‌طوری‌که پرخوری و عدم تحرک ناشی از زندگی مدرن و چاقی به چالش مهم بهداشت عمومی انسانها در کشورهای صنعتی تبدیل شده است.

### چالش سوم
چالش دیگر در زمینه تولید غذا، نابودی محیط زیست و طبیعت می‌باشد. تخریب محیط زیست از دو جنبه با غذا در ارتباط است. این مسئله با محدود کردن محصولات غذایی، تولید مواد غذایی را کاهش می‌دهد. از سوی دیگر، این مسئله حاصل فعالیت‌های نادرست کشاورزی است. مشکلاتی مانند فرسایش خاک، آلودگی آب، انتشار گازهای گلخانه‌ای و از بین رفتن تنوع زیست‌محیطی، تهدیدی جدی علیه تولید جهانی غذا به‌شمار می‌رود.

## اصلاح الگوی مصرف؛ نیل به امنیت غذایی
نیل به امنیت غذایی بیش از هر چیز دیگری توجه ما را به اصلاح الگوی مصرف جلب می‌کند، حجم زیاد ضایعات نان، اتلاف زیاد منابع آبی به دلیل استفاده روش‌های نادرست آبیاری کشاورزی و از جهت دیگر عدم توجه به نگهداری مناسب از محصولات زراعی و باغی از مصادیق نگران‌کننده در این زمینه است.
گذر از بحران غذا و نیل به توسعه منابع طبیعی و انسانی با تکیه به کشاورزی، به عنوان موتور توسعه پایدار امکان‌پذیر است. برای این منظور، باید توانمندی‌ها و قابلیت‌های بخش کشاورزی را شناخت و برای برطرف کردن موانع و عوامل بازدارنده توسعه تلاش کرد.
دولت‌ها در قالب برنامه‌های توسعه اقتصادی، اجتماعی و فرهنگی در صدد هستند تا ضرورت‌ها و چالش‌های اساسی کشورهای خود را مانند جوانی جمعیت، افزایش سطح مشارکت‌های اجتماعی، توجه به امر اشتغال و فراهم آوردن رشد اقتصادی مورد نیاز برای کاستن از نرخ بیکاری فعلی، توسعه منابع انسانی، فناوری و بهره‌مندی از منابع و امکانات کشور را جهت رشد و پیشرفت هر چه سریع تر جوامع خود بکار گیرند.
اصلاح الگوی مصرف و تقویت فرایند بازاریابی و رسیدگی بیشتر به امور بسته‌بندی و توزیع مناسب محصولات غذایی جهت جلوگیری از اتلاف آن‌ها مانند نان و سایر اقلام خوراکی از مهم‌ترین وظایف مسئولین و مردم در هر نظام اجتماعی می‌باشد.

## سرمایه‌گذاری در کشاورزی؛ نیل به امنیت غذایی
رهایی از گرسنگی حق اساسی مردم است. گرسنگی حرمت انسان را خدشه دار می‌سازد و مانعی در راه پیشرفت اجتماعی، سیاسی و اقتصادی و فرهنگی جامعه است.
سرمایه‌گذاری در کشاورزی از اهمیت بالایی برخوردار است. با سرمایه‌گذاری در بخش کشاورزی و حمایت و توسعه آموزش و بهداشت در جامعه می‌توان به امنیت غذایی در جامعه کمک کرد تا همه دنیا از آن سودمند خواهند شد.
سازمان فائو برای ارتقاء امنیت غذایی با کشورهای جهان همکاری نزدیک دارد. در ایران گرچه وضعیت امنیت غذایی خوب است اما در سطح بسیاری از کشورهای دیگر دنیا این گونه نیست.
سازمان فائو از از سال ۱۹۶۴ میلادی با همکاری بنگاه‌های مالی دولتی و خصوصی به کشورهای عضو یاری رسانده است و برنامه‌های بسیاری در سرمایه‌گذاری در کشاورزی و توسعه بخش روستایی به اجرا گذاشته است.
سازمان فائو در ایران نیز بعد از انقلاب اسلامی، بیش از ده‌ها پروژه در زمینه‌های گوناگون مانند امنیت زیستی، تغذیه، سلامت و کیفیت غذا، اقتصاد و آمار، آبیاری و ذخائر آبی، ماهیگیری و آبزیان و همچنین تولیدات و بهداشت دام، با هدف بالا بردن سطح تغذیه ارتقاء تولیدات کشاورزی، بهبود زندگی جمعیت روستایی و توانمندسازی به انجام رسانده است. این پروژه‌ها به‌طور مستقیم یا غیرمستقیم در خدمت دستیابی به امنیت غذایی در ایران بوده است.
هدف برخی پروژه‌ها تدوین چارچوبی برای توسعه پایدار کشاورزی و کمک به کشورهای عضو اکو از جمله ایران، جهت طراحی برنامه منطقه‌ای برای امنیت غذایی بوده است و از طریق این پروژه‌ها کمک‌های اضطراری، به نیازهای اضطراری کشورها در زمان بحران‌هایی چون زلزله، سیل، خشکسالی و آنفلوانزای مرغی، پاسخ داده شده است.

## امنیت غذایی؛ هدف توسعه هزاره سوم
سران کشورها و دولت‌های سراسر دنیا در اجلاس جهانی غذا در سال ۱۹۹۶ میلادی برای کاهش به نصف تعداد گرسنگان جهان تا سال ۲۰۱۵، سرمایه‌گذاری بخش دولتی و خصوصی در کشاورزی به اتفاق نظر رسیدند تا هدف اول توسعه هزاره نیز بر کاهش گرسنگی و فقر به نصف تا سال ۲۰۱۵ پایه‌ریزی شود و رهبران کشورها در اجلاس جهانی سال ۲۰۰۵ در مقر سازمان ملل متحد در نیویورک، این تعهد را تکرار نمودند.
هفتاد درصد گرسنگان جهان در مناطق روستایی زندگی می‌کنند؛ مناطقی که کشاورزی در آنجا یا به‌طور مستقیم شکم گرسنگان را سیر می‌کند یا از طریق اشتغال در این بخش به‌طور غیرمستقیم به عنوان منبع درآمد جهت خرید مواد غذایی عمل می‌کند.
مطالعات نشان داده‌اند که رشد کشاورزی، حتی بیش از رشد صنعتی یا شهری، منجر به کاهش فقر و گرسنگی می‌گردد و بنابر گزارش فائو کشورهایی که بیشترین سرمایه‌گذاری دولتی و خصوصی را در بخش کشاورزی داشته‌اند، در حال حاضر پایین‌ترین سطح سوء تغذیه را دارند.
دکتر ژاک دیوف مدیر کل فائو معتقد است افزایش سرمایه‌گذاری دولتی در بخش کشاورزی و مؤثرتر کردن این کمک از اهمیت بسزایی برخوردار است. چالش افزایش سرمایه‌گذاری در کشاورزی به ویژه در آفریقا چالشی عظیم است. دولت‌های آن منطقه فوریت امر تخصیص منابع خود را به کشاورزی دریافته‌اند.
افزایش سرمایه‌گذاری در کشاورزی به معنای تمرکز بر کشاورزان جهان است که اکثریت آنان کشاورزان خرد می‌باشند. به عنوان یک گروه آنان بزرگ‌ترین سرمایه‌گذاران در بخش کشاورزی هستند که خود دسترسی به غذای کافی، سالم و مطمئن ندارند. اگر آنان بتوانند از کشت خود سودی به دست آورند، از آن طریق می‌توانند غذای خانواده‌های خود را در طول سال تأمین کنند و با خرید کود، بذر بهتر و تجهیزات اولیه، به سرمایه‌گذاری مجدد در مزارع خود بپردازند. اما آنان گذشته از عوامل طبیعی چون خشکسالی، سیل، آفات و بیماری‌ها، با موانع بی‌شماری همچون کمبود اعتبار، ناامنی در مالکیت زمین، حمل و نقل نامناسب، قیمت‌های پایین و ارتباط ضعیف با مشاغل دیگر کشاورزی، روبه رو هستند.
مشاغل کشاورزی عبارتی است که در برگیرنده کلیه شرکت‌های محلی، ملی یا بین‌المللی بوده که در چرخه تولید، محصول مزرعه را تغییر شکل داده یا جابه‌جا می‌کند تا به دست مصرف‌کننده برسد.
وی پیشنهاد می‌کند تا از طریق بهبود مشارکت‌های زودبازده میان بخش‌های دولتی و خصوصی و مساعد نمودن شرایط سیاسی و اجتماعی پایدار و تدوین چارچوب‌های حقوقی جهت دسترسی به آب و زمین توسط دولت، فضای بهتر برای سرمایه‌گذاری خصوصی را به وجود آورده و زیربنای روستایی لازم همچون جاده‌ها، برق و ارتباطات را فراهم می‌آورد.

## آثار سوء تغییرات اقلیمی بر امنیت غذایی
با وقوع سیل ۲۰۱۰ پاکستان و آتش‌سوزی‌های فراگیر و مخرب روسیه و بلایای طبیعی مشابه دیگری در آمریکا و اروپا، انتظار می‌رود زمین آبستن پیامدهای بالقوه دیگری از نمایش آثار سوء تغییرات اقلیمی باشد و دنیا شاهد سوگیری آشکار تغییرات اقلیمی به سمت ایجاد الگوهای آب و هوایی متفاوتی است که بر اساس آن دیگر نه تنها کشاورزان بلکه همه مردم به آن مبتلا هستند.
کارشناسان در همایش هفته جهانی آب WWW در استکهلم نیز با اتفاق نظر موضوعات مهمی همچون خشکسالی در روسیه و سیل در پاکستان را بخشی از یک روند جهانی از الگوهای غیرقابل پیش‌بینی آب و هوایی و به ویژه بارندگی می‌دانند که مسئله امنیت غذایی جهان را هدف تهدید قرار داده است.
خانم سونیتا نارین، مدیر مرکز علوم و محیط زیست هند در خصوص مسائل منطقه‌ای و جهانی آب می‌گوید: «ما هم‌اکنون به نقطه‌ای رسیده‌ایم که طی آن در حال روبه رو شدن با آب بیشتر، روزهای بارانی بیشتر و البته وضعیتی ناپایدار و تغییرپذیرتر هستیم، به‌طوری‌که چنین جایگاهی به مفهوم روبه رو شدن با خشکسالی‌های بیشتر و در نتیجه سیل‌های ویرانگری است که نمونه روشن آن پیش روی ماست.»

## آب و امنیت غذایی
طبق گزارش منتشر شده مؤسسه بین‌المللی مدیریت آب(IWMI)، موضوع آب و هوای غیرقابل پیش‌بینی نیازمند سرمایه‌گذاری‌های کلان در ارائه متنوعی از گزینه‌های ذخیره آب است تا جامعه جهانی بتواند از این رهگذر برای مقابله با چنین وضعیت‌های نامعلوم و بلاتکلیفی مهیا باشد.
هم‌اکنون میلیون‌ها کشاورز در جوامع وابسته به کشاورزی تغذیه شونده با آب در وضعیت ریسک و مخاطره ناشی از کاهش و دسترسی پذیری نامنظم و غیرقابل پیش‌بینی این منبع حیات به سر می‌برند. این وضعیت هشداردهنده در خصوص پس آیندهای تغییرات آب و هوایی نامنظم و غیرقابل پیش‌بینی و آمار قابل توجه جمعیت تولیدکنندگان غذای جهان که در معرض تهدید جدی آن هستند در جایگاهی است که به اذعان کارشناسان جهانی نگاه تازه و جدیت افزون تری را در جهت توجه و اتخاذ رویکردهای مدیریت آب می‌طلبد.
حدود ۶۶ درصد از کل زمین‌های کشاورزی محصولات زراعی در آسیا آبیاری نمی‌شوند و این در حالی است که در آفریقا رقمی معادل ۹۴ درصد از کل زراعتها تحت تغذیه با بارندگی هستند و با توجه به همین آمار و ارقام، کارشناسان برآورد می‌کنند حدود ۵۰۰ میلیون نفر در آفریقا و هندوستان از شیوه‌های اصلاحی مدیریت آب کشاورزی منتفع خواهند شد.

### فاجعه بارش‌های غیرقابل پیش‌بینی
به رغم فراوانی بارش‌ها نمی‌توانیم آن را به نحوی که قابل بهره‌برداری باشد در اختیار بگیریم. به عنوان نمونه، کشاورزان آفریقایی از گذشته در خصوص اطلاع از زمان مناسب بذر افشانی برای کسب بهترین زراعت و محصول آشنایی و خو گرفته‌اند، اما در حال حاضر آن‌ها نمی‌توانند پیش‌بینی مناسب و دراز مدتی در خصوص زمان فرارسیدن بارش‌ها داشته باشند.
از این رو، چنین کشاورزانی که بقا و معیشت آن‌ها وابستگی کامل به بارش‌ها دارد و در واقع نزدیک به کل زراعت منطقه از نوع تغذیه با بارندگی است، برای احتراز از ریسک ضرر و زیان‌های احتمالی، هر بار در طول فصل کاشت مبادرت به کشت و بذرافشانی ناچیزی می‌کنند، چون می‌دانند محصول شان ممکن است هر لحظه بر اثر بارش‌های بی موقع شسته شده یا به دنبال تأخیر در بارندگی خشک شود و باید اذعان کرد که تغییرات اقلیم احتمالاً دارد این گونه نوسانات را فوق‌العاده تر سازد.
.

## ضایعات محصولات کشاورزی؛ مانعی در نیل به امنیت غذایی
از بین رفتن بخش زیادی از محصولات کشاورزی و اتلاف آن‌ها از چرخه تولید تا مصرف رایج می‌باشد، به‌طوری‌که به‌طور متوسط ۳۵ درصد از محصولات کشاورزی در ایران و در مراحل گوناگون ضایع می‌شوند و این مقدار غذای ۱۵ تا ۲۰ میلیون نفر از جمعیت کشور است. ضایعات کشاورزی در سه مرحله پیش از برداشت، برداشت و پس از آن روی می‌دهد ولی قسمت عمده ضایعات مربوط به مراحل برداشت و توزیع محصولات می‌باشد.
ضایعات پس از برداشت محصولات غیر دانه‌ای در مرحله جابه‌جایی، حمل و نقل، انبارداری و فرآوری و محصولات دانه‌ای در مرحله خشک کردن و ذخیره‌سازی رخ می‌دهد. جابه‌جایی نامناسب در زمان رساندن محصول به بازار موجب زخمی شدن محصول و آسیب‌های مکانیکی می‌شود و امکان فعالیت و رشد ریززنده‌ها را فراهم می‌کند. در مرحله نگهداری در انبار نیز عدم کنترل شرایط محیطی سبب افت کمی و کیفی قابل ملاحظه‌ای می‌گردد. به‌طور کلی نگهداری مناسب و فرآوری پس از برداشت با گسترش صنایع تبدیلی کشاورزی افزون بر رعایت مراقبت‌های قبل از برداشت، بروز فساد به وسیله عوامل خارجی یا داخلی را به تعویق انداخته یا ممانعت به عمل می‌آورد که در نتیجه آن مواد غذایی می‌تواند برای مدت طولانی‌تری قابل مصرف باقی بماند، بنابراین کاهش ضایعات محصولات کشاورزی، اصلاح سیستم غذایی و متعادل کردن مصرف نیاز به برنامه‌ریزی منسجم و هماهنگ با جمیع عوامل مؤثر دارد.
افزایش تولید محصولات کشاورزی با توجه به شرایط آب و هوایی، محدودیت منابع آبی و نیز محدودیت زمین‌های دارای پتانسیل تولید کشت‌های دیم در بسیاری از نقاط جهان امکان‌پذیر نیست بنابراین برای تأمین مواد غذایی باید بهره‌وری از عوامل تولید به ویژه آب و خاک افزایش و ضایعات مواد غذایی تا حد امکان کاهش یابد.
در کشور ما به دلیل نارسایی‌های موجود در سیستم نگهداری، تبدیل و توزیع مقداری از محصولات کشاورزی ضایع می‌شود که مقدار آن به نسبت بالا است.

### عوامل ایجادکننده ضایعات
دلایل اصلی تولید این ضایعات در محصولات کشاورزی به ویژه میوهها، سبزی‌ها و محصولات غده‌ای در زیر شرح داده می‌شود:
1. ضایعاتی که منشأ فیزیکی دارند و بر اثر آب و هوای نامطلوب مانند گرما یا سرمای بیش از حد یا ناکافی به وجود می‌آیند. در بسیاری موارد شرایط محیطی نامناسب سبب ضایع شدن محصول ذخیره شده می‌گردد.
2. عوامل فیزیولوژیکی که موجب پیری محصول در طول مدت نگهداری در انبار می‌شود و به علت واکنش‌های طبیعی یعنی بیوشیمیایی یا شیمیایی به وجود می‌آید، در بسیاری موارد فراورده‌های نهایی و حد واسط این واکنش‌ها نامطلوب بوده، موجب افزایش قابل توجه در افت ارزش غذایی محصولات کشاورزی می‌شود.
3. آسیب‌هایی که منشأ بیولوژیکی یا میکروبیولوژیکی دارند و به وسیلهٔ حشرات، باکتریها، کپک‌ها، مخمرها، ویروس‌ها، جوندگان و دیگر حیوانات به وجود می‌آیند.
4. آسیب‌های مکانیکی که به علت نبود روش‌های مناسب در طول دوره برداشت، بسته‌بندی و حمل و نقل منجر به زخم‌های پوستی، خراش، شکستگی، فشردگی و لهیدگی میوه و سبزی‌ها می‌گردند به‌طوری‌که مستعد فعالیت و رشد ریززنده‌ها می‌شوند، جابه‌جایی نامناسب در زمان رساندن محصول به بازار موجب زخمی شدن و آسیب‌های مکانیکی شده مزایای سرد کردن پس از برداشت را کاهش می‌دهد از طرف دیگر بر اثر صدمه دیدن بافت سلولی فعالیت آنزیم‌ها تا حد زیادی افزایش یافته و محصول آسیب می‌بیند. به‌طور کلی ضایعات پس از برداشت محصولات غیر دانه‌ای در کشورهای در حال پیشرفت در مرحله جابه‌جایی، حمل و نقل، انبارداری و فرآوری و در محصولات دانه‌ای در مرحله خشک کردن و ذخیره‌سازی رخ می‌دهد.

### ضایعات ناشی از عوامل اجتماعی و اقتصادی

#### سیاست‌گذاری‌ها
شامل شرایط سیاسی خاصی می‌شود که در آن یک راه حل تکنولوژیکی کافی نیست یا برای به مرحله اجرا گذاشتن آن با مشکلاتی روبرو است. برای مثال نبود اطلاعات و برنامه‌ریزی ضعیف در رابطه با مدیریت منابع انسانی، اقتصادی و علمی از جمله این موارد است که سبب ضایعات غذایی می‌گردد.

#### آموزشی
نبود اطلاعات کافی از اصول علمی مربوط به نگهداری، فرایند، بسته‌بندی، حمل و نقل و توزیع محصولات غذایی.

#### خدماتی
ناکارآمد بودن سازمان‌ها و نهادهای تجاری دولتی یا خصوصی برای بازاریابی محصولات.

#### حمل و نقل
تجهیز نبودن وسایل حمل و نقل محصولات خام به ویژه میوه‌ها و سبزی‌ها به سیستم خنک‌کننده، موجب آسیب دیدن حجم زیادی از آن‌ها می‌شود.

### نقش مراحل گوناگون در اتلاف محصولات کشاورزی

#### تولید
در رابطه با محصولات دامی تولید مواد اولیه سالم از دام زنده آغاز می‌گردد. بازرسی قبل و پس از کشتار زمان تولید گوشت و معاینه دام‌های شیری در زمان تولید شیر و به کار بستن روش‌های صحیح و بهداشتی دوشش و سرد کردن شیر از جمله اقدامات ضروری برای جلوگیری از رشد ریززنده‌ها و تغییرات شیمیایی نامطلوب در محصول و به عبارت دیگر افزایش کیفیت و ماندگاری آن می‌باشد.
در رابطه با مواد غذایی با منشأ گیاهی باید محیط را برای رشد و نمو و تکثیر آفت‌ها و عامل‌های بیماری‌زا نامساعد ساخت. از روش‌های کاهش ضایعات قبل از برداشت محصولات کشاورزی، می‌توان به تناوب یا گردش زراعی، شخم و از بین بردن بقایای محصول و گیاهان خودرو، تاریخ کاشت مناسب، انتخاب بذر و نهال سالم و استفاده از گونه‌ها و ارقام مقاوم در برابر آسیب حشرات و بیماری‌ها، ضدعفونی کردن خاک و استفاده از مقادیر مناسب کود اشاره کرد.

#### نگهداری در انبار
بیشتر فراورده‌های کشاورزی فصلی هستند و پس از برداشت باید در انبارها و سیلوها نگهداری شوند. افزون برآن کشاورزان برای تأمین نیاز خود به انبار کردن محصولات کشاورزی نیاز دارند ضمن این که انبار کردن محصولات کشاورزی جهت برقراری تعادل در عرضه و تقاضا امری ضروری است از طرفی با همة اقدام‌ها و فعالیت‌هایی که در کشورهای گوناگون برای توسعه اقتصادی و افزایش رشد کشاورزی به عمل می‌آید مقدار زیادی از محصولات به علت نبود شرایط مناسب نگهداری از بین می‌روند و از این راه زیان‌های فراوانی به تولیدات کشاورزی وارد می‌شود.

#### فرآوری
یکی از علت‌های مهم وجود ضایعات یا افت کیفیت در محصولات کشاورزی عدم توسعه فعالیت‌های صنعتی و تبدیلی است. به کمک فرآوری می‌توان موجب کاهش حجم و وزن مواد اولیه شد و آن‌ها را به اشکالی که از نظر عملی و اقتصادی قابل حمل‌تر و قابل مبادله‌تر باشد تبدیل نمود. برای حفظ خواص فیزیکی و کیفیت مواد اولیه صنایع تبدیلی باید دقت‌ها و مراقبت‌های ویژه‌ای در جریان حمل و نقل، تخلیه و نگهداری آن‌ها به عمل آید و سرعت خاصی به کار گرفته شود که در دیگر صنایع تا این حد مطرح نبوده و ضرورتی ندارد تا مقدار ضایعات تا حد امکان کاهش یابد.

### پیشنهادها برای افزایش بهره‌وری
برای افزایش بهره‌وری از عوامل تولید کشاورزی باید در زمینه کاهش ضایعات محصولات کشاورزی، بهبود تولید آن‌ها و متعادل کردن مصرف به صورت منسجم و هماهنگ برنامه‌ریزی و اقدام نمود.
1. انجام عملیات زراعی مناسب، شامل تهیه زمین، عملیات داشت، مبارزه با آفات و بیماری‌ها، استفاده بهینه از کود و سم‌های شیمیایی و برداشت محصول در زمان مناسب آن ضایعات برداشت و قبل از آن را کاهش می‌دهد.
2. از نظر مقاومت به فساد بین محصولات دانه‌ای شامل غلات و دانه‌های روغنی و محصولات فاسد شدنی شامل میوه، سبزی و گیاهان غده‌ای به صورت طبیعی تفاوت‌های اساسی وجود دارد هر چند در حالت کلی در تمامی این محصولات نیازهای اولیه مانند زمین، آب، کود و دیگر نهاده‌ها یکسان خواهد بود ولی به‌کارگیری برنامه مجزایی برای جلوگیری از ضایعات مراحل پس از برداشت آن‌ها ضروری است.
3. به حداقل رساندن نواقص سیستم حمل و نقل، استفاده از دستگاه‌های سورتینگ برای جدا کردن محصول معیوب یا بیمار و کنترل مؤثر بر دمای محیط نگهداری به‌طور قابل ملاحظه‌ای به حفظ کیفیت محصولات باغی و کاهش ضایعات پس از برداشت آن‌ها کمک می‌کند. اگر در مرحله پس از برداشت، تا حد امکان، دما در حد بهینه نگهداشته شود، می‌توان برای هر محصول طول مدت ذخیره‌سازی را افزایش داد.
4. جلوگیری از تأخیر زمانی بین مراحل گوناگون پس از برداشت. هر چه محصول بیشتر دچار تأخیرهای زمانی شود بیشتر تحت اثرات منفی محیط قرار گرفته، کیفیت آن کاهش می‌یابد؛ که با هدف به تأخیر انداختن مرحله تخریب و ضایع شدن محصول می‌توان عملیات فرآوری را بر روی آن‌ها انجام داد.
5. گسترش و توسعه صنایع تبدیلی ضمن جلوگیری از اتلاف و ضایعات محصولات کشاورزی، به امنیت غذایی در جامعه کمک می‌نماید.
6. گسترش خدمات تحقیقاتی، آموزشی و ترویجی به کشاورزان به عنوان یکی از سیاست‌ها و برنامه‌های کشاورزی کشور.

کاهش ضایعات محصولات کشاورزی سبب افزایش در تولید آن‌ها بدون افزایش در سطح زیر کشت آن‌ها می‌شود که این امر فشار کمتری به محیط زیست را در پی خواهد داشت با کاهش ضایعات محصولات کشاورزی هزینه‌های تولید کاهش و کیفیت محصولات افزایش می‌یابد، به دنبال آن درآمد تولیدکنندگان به ویژه کشاورزان خرده‌پا و دیگر شاغلین افزایش می‌یابد و وضعیت تغذیه‌ای مردم با افزایش دسترسی آن‌ها به محصولات کشاورزی اصلاح و بهبود می‌یابد.
مدیر کل فائو آقای ژاکوب دیوف می‌گوید بحران خاموش گرسنگی یک ششم انسان‌های کره زمین را درگیر کرده و صلح و امنیت را به مخاطره انداخته است و ما به یک تلاش گسترده و سریع و اجماع جهانی برای رشه کنی گرسنگی در جهان نیازمندیم.
دولت‌ها باید با تقویت بخش کشاورزی، زیرساخت‌های این بخش را تقویت و بر افزایش بهره‌وری و مدیریت آب تأکید کنند، سیستم‌های آبیاری را اصلاح و بخش کشاورزی را به ایجاد مجتمع‌های پیشرفته و مدرن کشاورزی تشویق و توجه به صنایع تبدیلی و اختصاص بخش قابل ملاحظه‌ای از تسهیلات بانکی را به این بخش مد نظر قرار دهند.

## پیشنهاد برای رهایی از مشکل نا امنی غذایی
شاید اولین و مهم‌ترین کار برای تأمین امنیت غذایی تقویت دبیر خانه شورای عالی سلامت و امنیت غذایی است. این شورا باید یک اتاق فکر از خبرگان، متخصصین و دست اندر کاران تغذیه، کشاورزی، اقتصاد، متولیان آموزش و فرهنگ‌سازی و سایر مسوولین ذی‌ربط به وجود آورد و وزارت جهاد کشاورزی می‌تواند در این مجموعه نقش متولی امنیت غذایی را دارد.
اصفهانی یکی از اعضای هیئت علمی مؤسسه پژوهش‌های برنامه‌ریزی و اقتصاد کشاورزی معتقد است: کشاورزی ارگانیک یکی از روش‌های تولید غذای سالم است و تولید غذای کافی و سالم برای آحاد جامعه از اهداف بخش کشاورزی است. این روش به حفظ تعادل اکولوژیک و تقویت فرایندهای بیولوژیک کمک می‌کند.
وی در مورد علل توجه زیاد به کشاورزی ارگانیک در جهان می‌گوید: استفاده زیاد از کود و سم شیمیایی نگرانی‌هایی را دربارهٔ از بین رفتن گونه‌های حیات وحش و زیستگاه‌های طبیعی، مصرف منابع تجدیدناپذیر محیط، بیماری‌های ناشی از باقی ماندن سموم در مواد غذایی، افزایش آگاهی عمومی دربارهٔ مصرف محصولات ارگانیک و جهت‌گیری مجدد کشاورزی به سوی نیازهای مردم موجب افزایش سطح اراضی تحت مدیریت ارگانیک در جهان شده است.
باید کشاورزی کشور از معیشتی به اقتصادی تبدیل شود. رسیدن به رتبه برتر در حوزه علم و فناوری از اهداف برنامه پنجم توسعه است افزود: تبدیل کشاورزی معیشتی به اقتصادی و تأمین امنیت غذایی در منطقه راه را برای رسیدن به این هدف مهم هموار می‌کند و در واقع تأمین امنیت غذایی شاه کلید امنیت سیاسی و اقتصادی است.
با برنامه‌ریزی و توجه به این نامگذاری باید از تمام ظرفیت‌ها و استعدادهای موجود در بخش کشاورزی استفاده شود تا تحول بزرگی در بخش کشاورزی به وجود اید.

## وضعیت امنیت غذا و تغذیه در ایران
در کشور ایران سوء تغذیه نه به دلیل کمی درآمد بلکه به سبب نداشتن آگاهی از اصول تغذیه است.
به‌طور کلی داده‌های موجود سه روند مهم و تعیین‌کننده در زمینه غذا و بیماری‌های متابولیکی را نشان می‌دهد:
1. افزایش چشم گیر مصرف چربی در جامعه
2. افزایش سریع و چشم گیر مرگ و میر ناشی از بیماری‌های قلب و عروق
3. اضافه وزن و چاقی بخصوص در زنان میانسال

### استراتژی‌های کلی حاکم بر برنامه امنیت غذا و تغذیه

#### هماهنگی بین بخشی
تجربه‌ها نشان داده است که توان مدیریت در سطح استان عامل تضمین‌کننده در اجرای موفق سیاست‌های ملی می‌باشد و از آنجا که مسئله تأمین غذا از مقوله‌های فرابخشی بوده اغلب ارگان‌ها و وزارتخانه‌ها به نوعی با آن یا معلول‌های پس از آن سر و کار دارند، لذا بدون ایجاد هماهنگی و همگرایی در سیاست‌ها اجرای برنامه‌های مرتبط با امنیت غذا میسر نخواهد بود.

#### جلب مشارکت مردم
بدیهی است در هر برنامه‌ریزی دولتی یک سمت آن به طرف مردم و حفظ منافع آن‌ها خواهد بود و الزاماً برنامه‌هایی موفق تر هستند که نقش مردم را در تمام سیکل برنامه‌ریزی تا اجرا منظور نموده باشند خصوصاً اگر اجرا برنامه مترادف با تغییر رفتار جامعه باشد.

#### ایجاد دسترسی به غذا
با توجه به اینکه دسترسی به غذا از دو بعد اقتصادی و فیزیکی مطرح است، لذا اشتغال‌زایی، افزایش درآمد خانوار، در دسترس قرار دادن مواد غذایی مورد نیاز از طریق کشت و زرع یا فرایندهای دیگر، ایجاد دسترسی فرهنگی به غذا به معنای در دسترس قرار دادن غذاهای با ارزش سنتی و متناسب با فرهنگ مردم از راهکارهای مؤثر ایجاد دسترسی به غذا بوده و طبیعتاً فرابخشی خواهد بود.

#### آموزش
از آنجا که یکی از عوامل اصلی در نامناسب بودن سبد غذایی هر خانوار، توزیع نامناسب آن بین اعضاء خانوار، عدم شناخت گروه‌های غذایی و نیاز بدن به هر کدام از گروه‌ها و در اولویت قرار دادن بعضی از آن‌ها می‌باشد، بنابراین نقش آموزش در ارتقاء فرهنگ و سواد تغذیه‌ای جامعه بسیار ارزشمند خواهد بود.

#### ارتقاء بهداشت جامعه و پیشگیری و مراقبت از بیماری‌ها
به دلیل بیماری‌های زمینه‌ای مانند بیماری‌های عفونی، انگلی یا بیماری‌های غدد و متابولیک در بروز سوء تغذیه، به نظر می‌رسد یکی از استراتژی‌های مهم ایجاد امنیت غذا و تغذیه پیشگیری و مراقبت اینگونه بیماری‌ها باشد. از طرفی توجه به بیماری‌هایی که معلول یا در ارتباط با نوع تغذیه می‌باشند، نظیر بعضی سرطان‌ها، بیماری‌های قلبی و عروقی و غیره نیز در زمره اینگونه بیماری‌ها که بایستی تحت مراقبت و توصیه‌های تغذیه‌ای باشند قرار می‌گیرد.

#### تحقیقات کاربردی
بدیهی است تحقیقات به عنوان ابزار تعیین وضعیت موجود، شناخت مشکل و تعیین اولویت‌ها، ارزشیابی حین و در خاتمه برنامه جایگاه ویژه‌ای دارد، لذا بایستی با طراحی یک سیستم منظم و هدفمند ساختار آن تعیین و طراحی شود.

#### نظارت و ارزشیابی
برای یک برنامه هدفمند میان برنامه‌ای و نهایی، داشتن سیستم نظارت و ارزشیابی توسط تمام بخش‌های درگیر اجرای برنامه و نیز داشتن ابزار لازم جهت این منظور، کاملاً ضروری و مهم است.

## شیوه مصرف صحیح غذا و هرم غذایی
شرط اصلی سلامت زیستن داشتن تغذیه صحیح است. تغذیه صحیح یعنی رعایت دو اصل تعادل و تنوع در برنامه‌ریزی غذایی روزانه تعادل به معنی مصرف مقادیر کافی از مواد غذایی و تنوع به معنی انواع مختلف مواد غذایی در ۵ گروه اصلی مواد در هرم غذایی می‌باشد. هرم غذایی از ۵ گروه اصلی مواد غذایی تشکیل شده است. هر چه از بالای هرم به سمت پایین نزدیک می‌شویم حجمی که گروه‌های غذایی به خود اختصاص می‌دهند بیشتر شده و باید مقدار مصرف روزانه آن‌ها بیشتر شود. در هر گروه مواد غذایی دارای ارزش غذایی تقریباً یکسان هستند و می‌توان از یکی به جای دیگری استفاده کرد.

### هرم ارزش مواد غذایی

هرم غذایی

#### گروه نان و غلات
این گروه شامل موادی مانند انواع نان، برنج، ماکارونی، گندم و جو است منبع مهم انرژی، آهن، انواع ویتامین‌های گروه B می‌باشند. هر واحد سهم از این گروه برابر است با یک برش ۳۰ گرمی از انواع نان به (اندازه یک کف دست از نان سنگک، بربری یا تافتون و در مورد نان لواش چهار کف دست)، نصف لیوان ماکارونی یا برنج خام معادل یک لیوان از شکل پخته آنها، نصف لیوان غلات خام معادل یک لیوان پخته غلات. میزان توصیه شده ۱۱–۶ واحد می‌باشد. هر واحد از این گروه تأمین‌کننده ۱۵ گرم کربوهیدرات، ۳ گرم پروتئین و صفر گرم چربی است. بهتر است از نان‌های حاوی سبوس (نان جو و سنگک) استفاده کرد و برای کامل کردن پروتئین گروه نان و غلات بهتر است آن‌ها را به صورت مخلوط با حبوبات مصرف کرد (عدس پلو، باقلاپلو …)

#### گروه میوه‌ها و سبزی‌ها
سبزی و میوه‌های غنی از ویتامین C (مثل سبزی‌های برگی، گوجه فرنگی، فلفل دلمه‌ای و مرکبات)، سبزی‌ها و میوه‌های غنی از ویتامین A شامل سبزی‌ها و میوه‌های زرد، نارنجی، قرمز، سبز تیره و سبزی‌های برگی (مثل اسفناج، هویج، گوجه فرنگی، طالبی، زردآلو، قارچ، پیاز، سیب زمینی، کاهو و …)در این گروه قرار دارند.
این گروه منبع ویتامین A، ویتامین C و فیبر غذایی هستند. هر واحد از این گروه برابر است با یک عدد میوه متوسط، یک چهارم متوسط، نصف لیوا ن حبه انگور، سه عدد زرد آلود، نصف لیوان آب میوه، یک لیوان کاهو یا سبزی خوردن یا نصف لیوان سبزی پخته یا یک لیوان سبزی خام خرد شده یا یک عدد سیب زمینی متوسط. میزان توصیه شده روزانه ۵–۳ واحد می‌باشد. مصرف هر واحد تأمین‌کننده ۵ گرم کربوهیدرات و ۲ گرم پروتئین است. بهتر است پس از جدا کردن پوست میوه از قرار دادن آن در مجاورت هوا خودداری شود زیرا ویتامین‌های آن مخصوصاً ویتامین C از بین می‌رود.

#### گروه شیر و لبنیات
این گروه شامل موادی مانند شیر، ماست، کشک، بستنی و پنیر می‌باشد (در بعضی از منابع پنیر را در گروه گوشت قرار می‌دهند)، این گروه بهترین منبع کلسیم، ویتامین B، پروتئین و ویتامین B می‌باشند هر واحد از این گروه برابر است بایک یک لیوان شیر، یک لیوان ماست، ۶۰–۴۵ گرم پنیر (دو قوطی کبریت پنیر) یا یک لیوان کشک پاستوریزه یا نصف لیوان بستنی. میزان توصیه شده روزانه ۳–۲ واحد می‌باشد. هر واحد تأمین‌کننده ۱۲ گرم کربوهیدرات، ۸ گرم پروتئین، ۸–۵ گرم چربی می‌باشد.

#### گروه گوشت، حبوبات، مغزها و تخم مرغ
این گروه شامل موادی مانند: گوشت‌های قرمز (گوسفند و گوساله)، گوشت‌های سفید (مرغ، ماهی و پرندگان)، جگر، دل، قلوه، زبان و مغز، تخم مرغ، حبوبات (نخود، لوبیا، عدس، باقلا، لپه و ماش) و مغزها (گردو، بادام، فندق، پسته و انواع تخمه) است که سرشار از پروتئین، فسفر، ویتامین‌های B و B، روی، منیزیوم و آهن می‌باشند.
هر واحد از این گروه شامل ۳۰ گرم گوشت و لخم پخته (دو قطعه خورشتی)، یک عدد تخم مرغ، با نصف لیوان حبوبات پخته (معادل یک چهارم لیوان حبوبات خام) بوده و میزان توصیه شده آن‌ها روزانه ۶–۵ واحد می‌باشد. هر واحد تأمین‌کننده ۷ گرم پروتئین، ۵ گرم چربی ست.

#### گروه چربی‌ها، روغن‌ها و شیرینی‌ها
چربی‌ها منبع مهم تأمین‌کننده ویتامین‌های محلول در چربی هستند. به دلیل اینکه دارای انرژی بالا و مواد مغذی اندکی هستند میزان سهم روزانه برایشان در نظر گرفته نشده است (مصرف با احتیاط). این گروه شامل کره، خامه، مارگارین، انواع روغن‌ها، مایونز، انواع سس‌ها، سر شیر و پنیر خامه‌ای و چیپس می‌باشند. همین‌طور انواع آب نبات، شکلات، شیرینی‌ها، نوشابه‌های گازدار، مربا، عسل، ژله، شکر و… جزء این گروه هستند. هر واحد از این گروه چربی‌ها دارای ۵ گرم چربی می‌باشد.
به‌طور کلی یک رژیم روزانه باید شامل (۱۵–۱۰) درصد پروتئین، (۶۵–۴۰) درصد کربوهیدرات و (۳۵–۲۰) درصد چربی باشد